# ستيفن كلارك فوستر
ستيفن كلارك فوستر (بالإنجليزية: Stephen Clark Foster)‏ هو سياسي أمريكي، ولد في 1820 في ماتشياس في الولايات المتحدة، وتوفي في 27 يناير 1898. حزبياً، نشط في الحزب الديمقراطي. وقد انتخب عضو مجلس ولاية كاليفورنيا.